# كوزلوفكا
كوزلوفكا (بالروسية: Козловка) هي إحدى مدن روسيا في الكيان الفدرالي الروسي تشوفاشيا.